# Пшенична Олена Олександрівна

Олена Олександрівна Пшенична – сучасна українська письменниця, журналістка, громадська діячка, колумністка, сценаристка, медіафахівчиня. Лавреатка державної літературної премії імені Олеся Гончара, за 2025 рік.

## Біографія
Народилася 23 лютого 1985 року в селі Гоголів, Київської області. У 2002 році вступила на факультет журналістики, Київського національного університету імені Тараса Шевченка. Випускниця магістерської програми «Управління неприбутковими організаціями» Українського католицького університету.

### Особисте життя
У шлюбі із Сергієм Пшеничним, подружжя виховує двох дітей: 18-річну доньку та 5-річного сина. 

### Творчий шлях
Олена Пшенична багато років працювала у сфері медіа, де здобула неоціненний досвід на провідних українських телеканалах. Завершивши «річну програму майстерності Літосвіта», Олена відкрила нову сторінку у своєму житті - сторінку творчості та літературного самовираження. Праці письменниці відзначаються глибоким аналізом суспільних проблем та прагненням підняти важливі теми, які стосуються кожного. 

## Благодійність
Амбасадорка інклюзії та консультантка програм для дітей з РАС у благодійному фонді під назвою «Голоси дітей». Авторка та ведуча просвітницького подкасту про аутизм «Літера А». Створює соціальний контент у співпраці з UNICEF та USAID, Центром демократії та верховенства права та іншими міжнародними та українськими громадськими організаціями. З квітня 2022 року з чоловіком волонтерять, відкрили збір на першу машину, яку відправили для 80-ї окремої десантно-штурмової бригади зі Львова на Схід України. Лише за 2024 рік подружжя зібрало 2 829 556 грн для ЗСУ.

## Праці
2024-го року у видавництві «Лабораторія» вийшла друком книга письменниці «Там, де заходить сонце» - зворушлива історія про жителів будинку для літніх людей. Нині письменниця продовжує працювати над новими проєктами, її внесок у розвиток української літератури є вагомим, а її роботи залишають глибокий слід у душах тих, хто їх читає. 

## Нагороди
- У 2024 роман «Там, де заходить сонце» увійшов до списку найкращих видань року за версією PEN Ukraine[4]
- 3 квітня 2025 року Олена Пшенична стала лавреаткою премії імені Олеся Гончара за роман «Там, де заходить сонце»[5]